# Heliofungia actiniformis
Heliofungia actiniformis là một loài san hô trong họ Fungiidae. Loài này được Quoy & Gaimard mô tả khoa học năm 1833.

## Hình ảnh

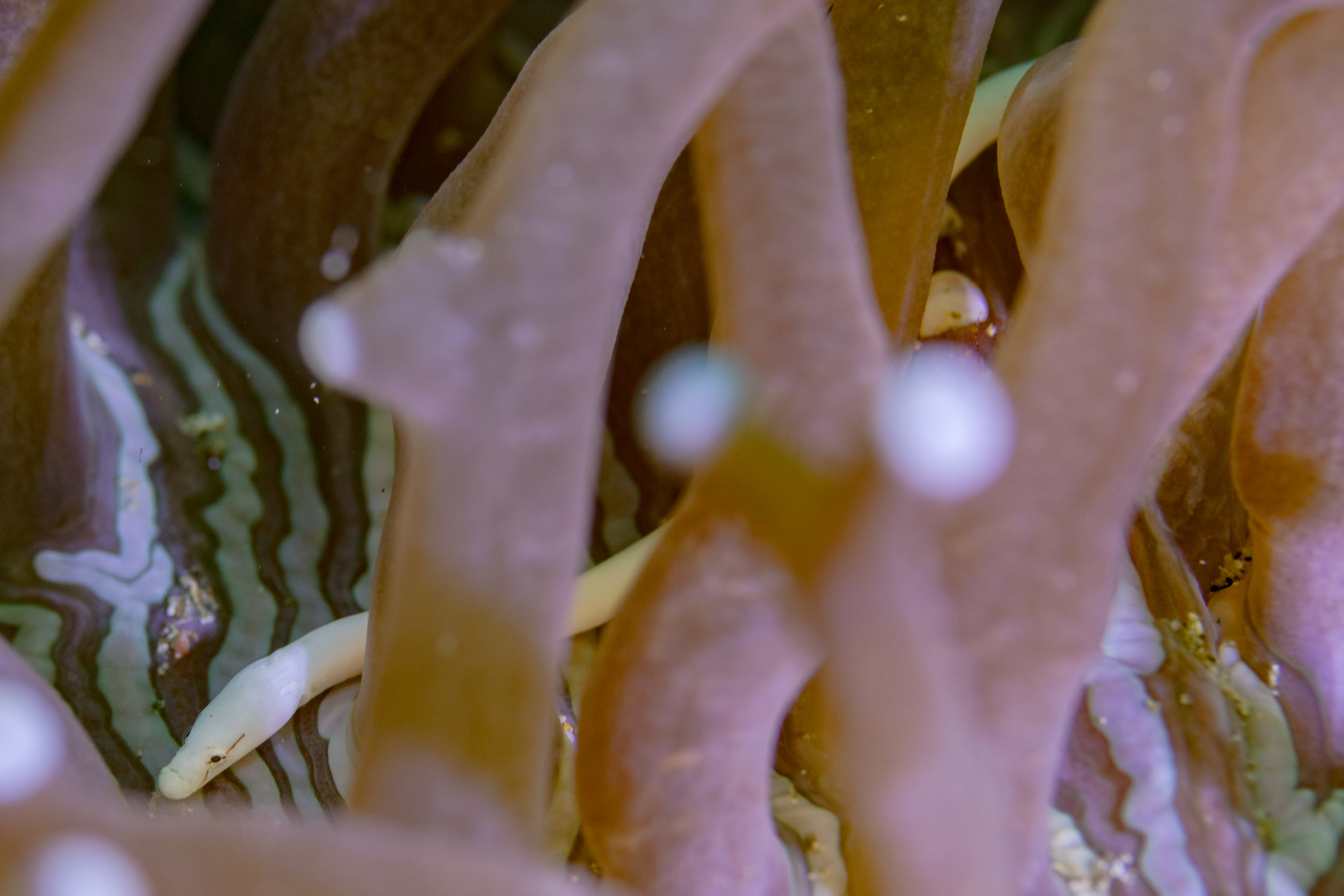
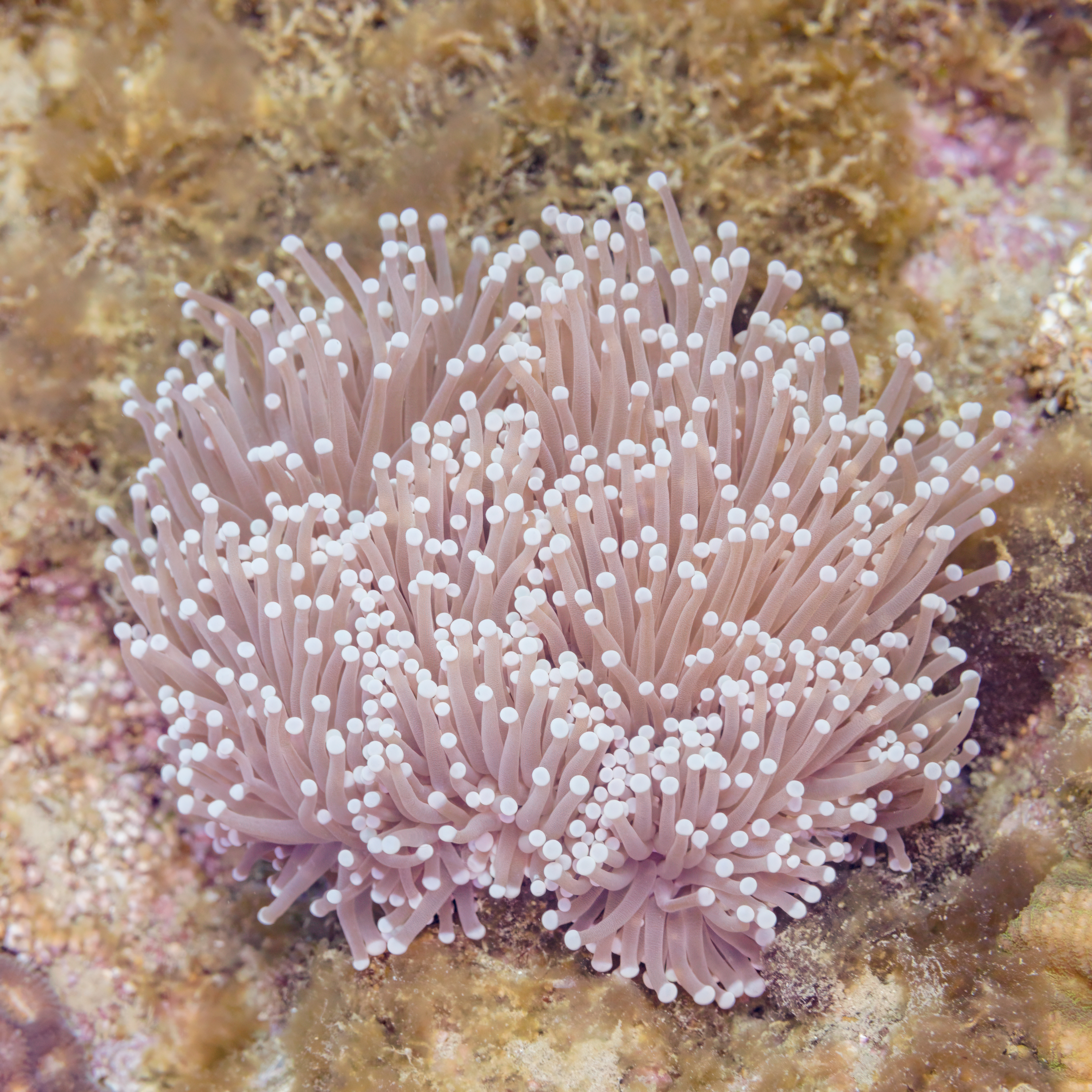